# Friães
Friães é um lugar de Silva Escura, no concelho da Maia.

## História
O lugar de Friães aparece mencionado como "villa rustica de Friães", nas Inquirições de 1258. Nessa altura o lugar de Friães tinha já vários casais, sendo que o senhorio desta villa e da villa da Devesa, era repartido com fidalgos e cavaleiros fidalgos, o Mosteiro de Santo Tirso, e o cónego da Sé do Porto (Pedro Mendes).
Deste lugar é natural Fernando Moreira de Sá, ciclista vencedor da Volta a Portugal em 1952.

## Património
- Nicho de Santo António

## Actividades Económicas
- Agricultura